# Smith Tower
Der Smith Tower ist der älteste Wolkenkratzer der Stadt Seattle im US-Bundesstaat Washington. Das 147,5 Meter hohe Gebäude war von seiner Fertigstellung im Jahre 1914 bis zum Bau der Space Needle 1962 das höchste freistehende Bauwerk an der Westküste der USA. Es hat 42 Stockwerke.

## Geschichte
Das Gebäude wurde benannt nach seinem Erbauer, dem früheren Schusswaffen- und späteren Schreibmaschinenhersteller Lyman Cornelius Smith (1834–1910). Im Jahre 1909 plante er, ein vierzehnstöckiges Gebäude in Seattle zu bauen. Sein Sohn Burns Lyman Smith konnte den Fabrikanten davon überzeugen, mit einem wesentlich höheren Gebäude das National Real Estate Building im nahegelegenen Tacoma in seiner Gesamthöhe zu übertreffen. Dieses war zu dem Zeitpunkt das höchste Gebäude westlich des Mississippi. Zur Eröffnung des Smith Tower am 3. Juli 1914 war Lyman Cornelius Smith bereits nicht mehr am Leben. Das Gebäude war nun das vierthöchste der Welt und das höchste außerhalb von Manhattan. Mit der Eröffnung der Space Needle 1962 war es nicht mehr höchstes Bauwerk der Stadt.
Ivar Haglund, Musiker und Besitzer der Restaurantkette Ivar’s, kaufte den Smith Tower 1976 für 1,8 Millionen US-Dollar. Die Samis Foundation erwarb das hauptsächlich für Büroräume genutzte Gebäude zwanzig Jahre später. Im Jahre 2006 kaufte es das Unternehmen Walton Street Capital. Renovierungen wurden in den Jahren 1986 und 1999 vorgenommen.

## Bauwerk
Der Smith Tower ist ein Beispiel neoklassizistischer Architektur. Die Fassade der beiden untersten Stockwerke besteht aus Granit, die der restlichen aus Terrakotta. Seit der Erbauung wurde das Gebäude nur einmal, im Jahre 1976, äußerlich gereinigt, da die Fassade auch ohne Gebäudereinigung über lange Zeit bemerkenswert sauber blieb.
Der Wolkenkratzer ist der einzige an der Westküste der Vereinigten Staaten, dessen Fahrstühle noch von Aufzugführern bedient werden. Die messingverzierten Aufzüge wurden von der Otis Elevator Company hergestellt. Gittertüren ermöglichen den Fahrgästen den Blick in alle Korridore und durch die gläsernen Wände in jedes Büro. Der Chinese Room (‚chinesisches Zimmer‘) befindet sich im 35. Stockwerk, dem der Aussichtsplattform. Die Einrichtung des Raums und die Deckenverzierung stammen aus China. Das chinesische Zimmer gilt als eine der Sehenswürdigkeiten des Gebäudes.
In den frühen 1990er Jahren wurde ein ehemals für die Speicherung von über 10.000 Gallonen (ca. 38.000 Liter) Wasser genutzter Tank entfernt, der sich im obersten Teil des Gebäudes befand. Durch die Arbeiten wurde erheblich an Platz gewonnen. Heute werden diese obersten drei Etagen als Penthousewohnung genutzt, die einzige Wohnung im Smith Tower.

## Fotos

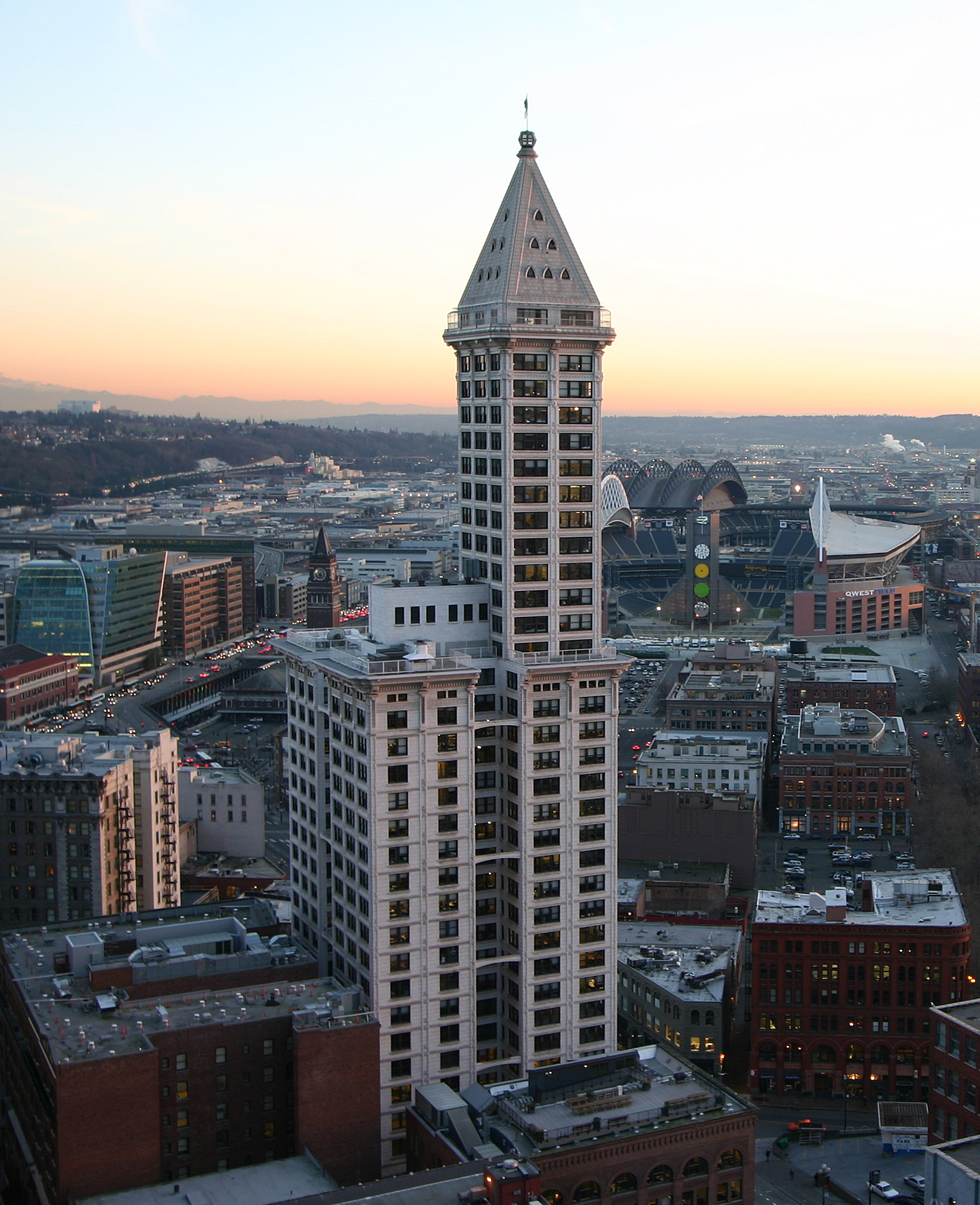
Blick vom Pacific Building, im Hintergrund
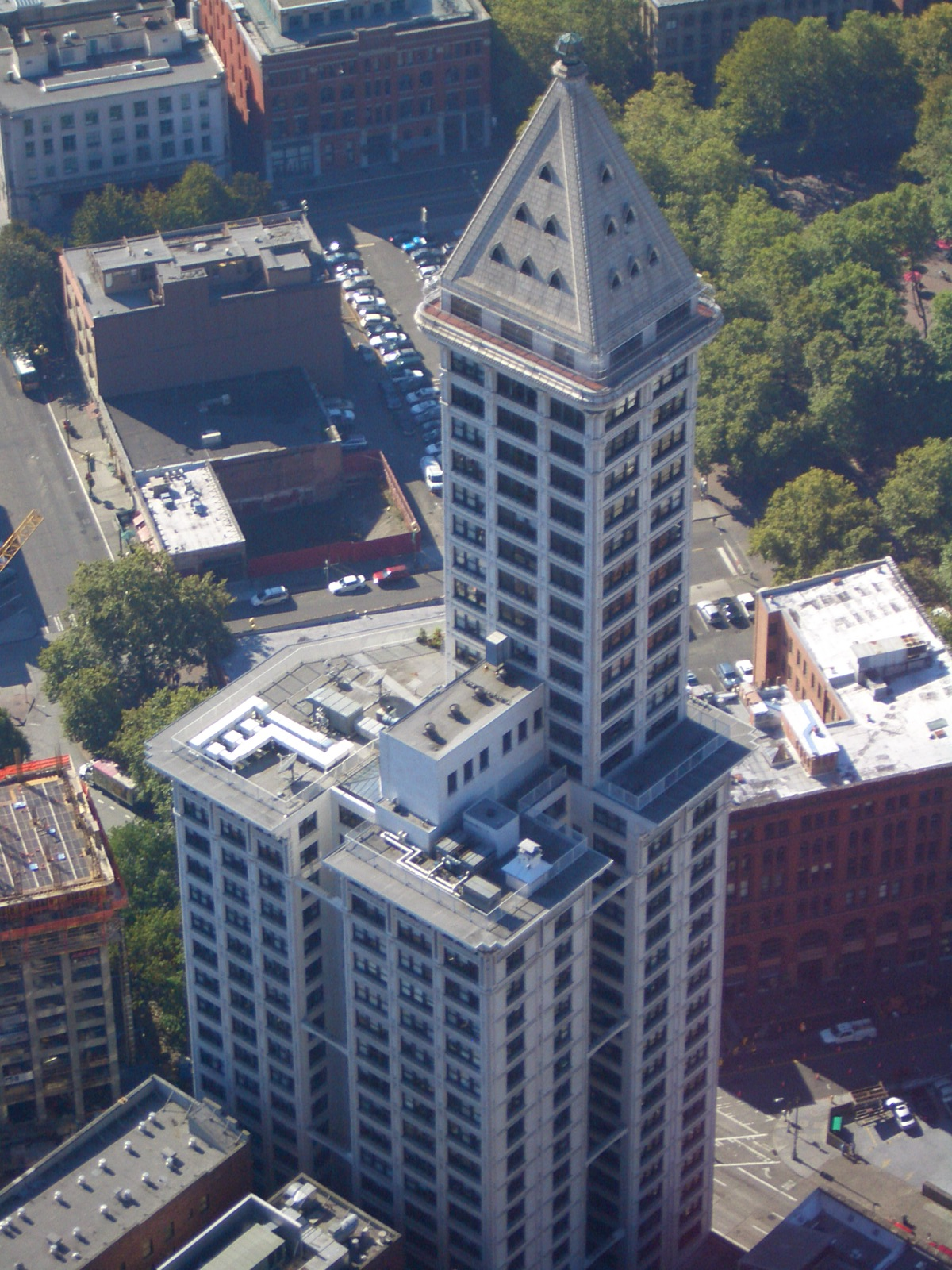
Ansicht vom Columbia Center
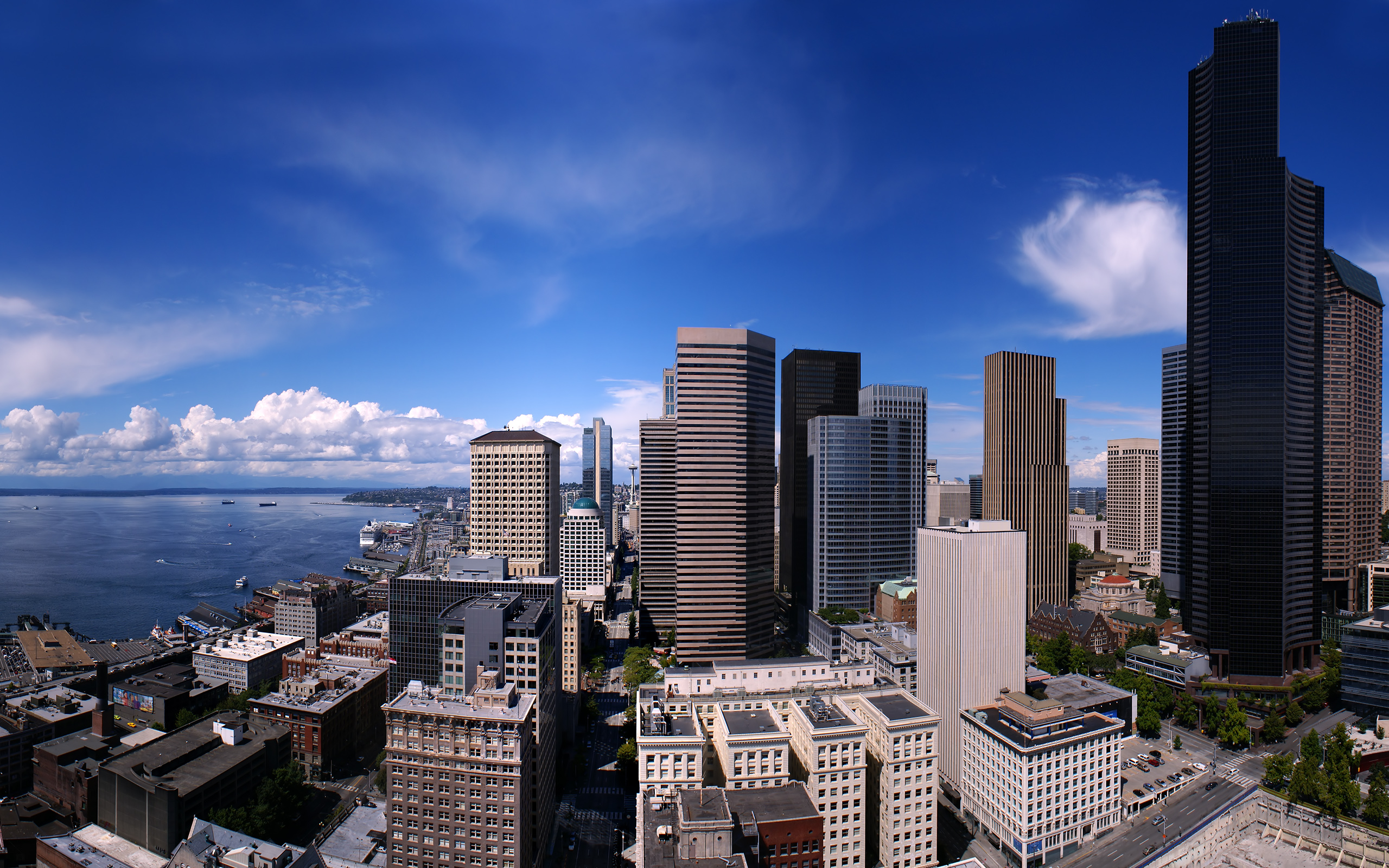
Blick vom Smith Tower über das Seattler Stadtzentrum Puget Sound und Columbia Center